# ОШ „Трново” Трново
ОШ „Трново” једна је од основних школа у општини Трново. Налази се у улици Трновског батаљона 33, у Трнову.

## Историјат
Прву народну четвороразредну основну школу у Трнову су подигле аустроугарске власти 1889. године. Шездесет година касније, 1950. године, школа је проширила свој рад на осморазредну основну школу, када је изграђен и нови објекат са осам учионица. Због повећања броја ученика 1979. године исти објекат је проширен са још четири учионице и фискултурном салом, инсталирано је централно грејање у целом објекту. У току рата 1992—1995. је школа претрпела знатна оштећења која су делимично санирана 1996. године.
Данас школа има успостављено основно деветогодишње образовање и васпитање, као и остале основне школе у Републици Српској. У саставу школе делује и подручна школа Кијево. Садрже драмско–рецитаторске, литерарне, еколошке, саобраћајне, креативно–стваралачке и музичке секције. Налази се на територији општине Трново која се убраја у општине са посебним статусом.

## Догађаји
Догађаји основне школе „Трново”:
- Светосавска академија[1]
- Дан отворених врата[2]
- Пројекат „Волонтирање је кул”[3]